# Xavier Galezowski
Pour les articles homonymes, voir Gałęzowski.
 (janvier 2022).
Si vous disposez d'ouvrages ou d'articles de référence ou si vous connaissez des sites web de qualité traitant du thème abordé ici, merci de compléter l'article en donnant les références utiles à sa vérifiabilité et en les liant à la section « Notes et références ».
Ksawery Gałęzowski, né à Lipowiec (Pologne) le 3 janvier 1832, mort à Paris le 22 mars 1907, est un  médecin et ophtalmologue polonais.

## Biographie
Il commence des études supérieures de médecine à Saint-Pétersbourg en Russie. Il doit fuir sa terre natale lors de l'occupation de la Pologne par la Russie impériale et échapper à la répression de l'occupant russe. Il arrive à Paris avec son oncle médecin Seweryn Gałęzowski (1801-1878). Il poursuit ses études de médecine à Paris et se spécialise dans l'ophtalmologie.
Il devient professeur d'ophtalmologie et président du conseil d’administration de l’école polonaise de Paris.
De 1859 à 1864, il travaille sous la direction du docteur Louis Auguste Desmarres dont la clinique est alors établie rue Hautefeuille.
En 1865, il obtient le doctorat de médecine avec sa thèse sur la maladie cérébrale et le nerf optique.
En 1867, il fonde sa clinique privée d'ophtalmologie.
En 1872, il crée le Journal d'Ophtalmologie qui deviendra par la suite le Recueil d'Ophtalmologie.
Il est décoré de la Légion d'honneur pour son travail durant la Guerre de 1870.
En 1907, Ksawery Gałęzowski meurt à Paris, il repose dans la 11e division du Cimetière du Père-Lachaise.

## Œuvres et publication[5]
- Observations cliniques sur les maladies des yeux, H. Plon, Paris, 1862, lire en ligne sur Gallica.
- Étude ophtalmoscopique sur les altérations du nerf optique et sur les maladies cérébrales dont elles dépendent, Éditions L. Leclerc, Paris, 1865, lire en ligne sur Gallica
- Les altérations de la rétine et de la choroïde dans la diathèse tuberculeuse, Paris, 1867
- Du diagnostic des maladies des yeux par la chromatoscopie rétinienne, précédé d'une étude sur les lois physiques et physiologiques des couleurs, Éditions J.-B. Baillière et fils, Libraire de l'Academie impériale de médecine, 1868, lire en ligne sur Gallica.
- Diagnostic et traitement des affections oculaires, Éditions J.-B. Baillière, Paris : 1886.
- Traité de maladies des yeux, Paris, J.B. Baillière et fils, 1870, Texte intégral.
- Échelles typographiques et chromatiques pour l'examen de l'acuité visuelle. 1874.
- Traité iconographique d'ophtalmoscopie, 1876.
- Des altérations de la vue dans la fièvre typhoïde, [mémoire lu à la Société médicale d'émulation de Paris dans la séance du 5 mai 1877], impr. de F. Malteste et Cie (Paris), 1877, lire en ligne sur Gallica.
- Diagnostic et traitement des affections oculaires, Paris, J.B. Baillière et fils, 1883, Texte intégral.
- Échelles optométriques et chromatiques pour mesurer l'acuité de la vision, les limites du champ visuel et la faculté chromatique : accompagnées de tables synoptiques pour le choix des lunettes, J.-B. Baillière et fils (Paris), 1883, lire en ligne sur Gallica.
- Des troubles oculaires dans l'ataxie locomotrice : paralysie des nerfs moteurs, atrophie des nerfs optiques, névrite de la cinquième paire, traitement, [leçons faites à l'école pratique de la Faculté de médecine, par le Dr X. Galezowski, recueillies et rédigées par Félix Despagnet], F. Alcan (Paris), 1884, lire en ligne sur Gallica.
- Exposé des titres et des travaux scientifiques de M. le Dr Galezowski candidat à l'Académie de médecine, section d'associés libres, Paris, A. Parent, 1885, Texte intégral.
- Exposé des titres et des travaux scientifiques, Paris, Félix Alcan, 1892, Texte intégral.
- Leçons cliniques d'ophtalmologie, Paris, Félix Alcan, 1902, lire en ligne sur Gallica.

En collaboration
- avec Daguenet, Victor (Dr), Diagnostic et traitement des affections oculaires, 3 tomes, J.-B. Baillière et fils (Paris), 1883-1885,

1. Tome premier,lire en ligne sur Gallica
2. Tome deuxième,lire en ligne sur Gallica
3. Tome troisième,lire en ligne sur Gallica

- avec Kopff, Albert (Dr), Hygiène de la vue, J.-B. Baillière et fils, Paris, 1888 , lire en ligne sur Gallica

Préface
- Pagenstecher, Hermann et Genth, Carl,Atlas d'anatomie pathologique de l’œil, Paris, O. Doin, 1880,Texte intégral.